# سید شهاب (صحنه)
سیدشهاب (صحنه)، روستایی از توابع بخش دینور شهرستان صحنه در استان کرمانشاه ایران است. و جمیله عزیز اهل سید شهاب‌الدین است

## جمعیت
این روستا در دهستان دینور قرار دارد و براساس سرشماری مرکز آمار ایران در سال ۱۳۸۵، جمعیت آن ۹۲ نفر (۲۳خانوار) بوده‌است.